# Karboksihemoglobin
Karboksihemoglobin (COHb) je stabilni kompleks ugljen-monoksida i hemoglobina, koji se formira u crvenim krvnim ćelijama pri udisanju ugljen-monoksida, kao i usled gasa formiranog normalnim metabolizmom. Velike količine ovog kompleksa ometaju dostavu kiseonika u telu. Pušenje duvana (usled udisanja ugljen-monoksida) povišava COHb u krvi na nivo nekoliko puta viši od normalne koncentracije.

## Ugljen-monoksid kao otrov
Ugljen-monoksid se preferentno vezuje za hemoglobin u odnosu na kiseonik. Odnos afiniteta je približno 240:1.. Vezivanje je efektivno u toj meri da COHb ne oslobađa ugljen-monoksid, i stoga hemoglobin nije dostupan za transport kiseonika iz pluća do ostatka tela.
U velikim količinama karboksihemoglobin uzrokuje smrt - fenomen medicinski poznat kao karboksihemoglobinemija ili trovanje ugljen-monoksidom. U manjim količinama COHb dovodi do deprivacije kiseonika u telu, posledica čega je zamor, vrtoglavica i nesvestica.

## Spoljašnje veze
- Carboxyhemoglobin на 